# John A. Scott (Philologe)
John A. Scott (* 15. September 1867 in Fletcher, Illinois; † 27. Oktober 1947 in Augusta, Michigan) war ein US-amerikanischer Klassischer Philologe, der von 1897 bis 1938 an der Northwestern University lehrte.

## Leben
John Adams Scott, der Sohn eines Farmers, studierte an der Northwestern University, wo er 1891 den Bachelorgrad erreichte. Anschließend vertiefte er seine Studien an der Johns Hopkins University bei Basil Lanneau Gildersleeve, auf dessen Anregung er auch nach Deutschland reiste und Lehrveranstaltungen an den Universitäten zu Göttingen und München besuchte. 1897 wurde er bei Gildersleeve mit einer vergleichenden Arbeit über die Dichter Hesiod und Pindar promoviert.
Ab 1897 arbeitete Scott als Instructor of Greek an der Northwestern University, wo er gemeinsam mit Omera Floyd Long am Department of Classics wirkte. Bereits 1898 wurde Scott zum Associate Professor ernannt, 1904 zum Leiter des Department of Classics und Full Professor. Schließlich war er von 1923 bis 1938 John C. Shaffer Professor of Greek. Im Jahr 1916 erhielt er die Ehrendoktorwürde des Illinois College.
Im Jahr 1916/1917 war Scott Präsident der Classical Association of the Middle West and South, 1918/1919 Präsident der American Philological Association, 1920/1921 Sather Professor, 1926/1927 Berater der American School of Classical Studies at Athens, 1929 Martin Lecturer am Oberlin College.
John A. Scott war von 1909 bis 1933 Mitherausgeber der Zeitschrift Classical Philology, zusammen mit Paul Shorey. Beide polemisierten gegen die deutsche („teutonische“) Altertumswissenschaft, die zu seit Mitte des 19. Jahrhunderts großen Einfluss in den USA hatte.
Scotts Forschungsschwerpunkt waren die homerischen Epen. Er war ein entschiedener Vertreter des Unitarismus und fasste seine Ansichten (teilweise beeinflusst durch Paul Shorey) in seiner Sather-Vorlesung in Berkeley zusammen (1921).

## Schriften (Auswahl)
- The Unity of Homer. Berkeley 1921 (Sather Lectures 1)
- Socrates and Christ. Evanston (Illinois) 1929
- Luke, Greek Physician and Historian. Evanston (Illinois) 1930
- The Poetic Structure of the Odyssey. Cambridge (Massachusetts) 1931 (Martin Classical Lectures)
- We Would Know Jesus. New York 1936